# Herbert de Reuter
Le baron Herbert de Reuter (1852 - 1915 près de Reigate) a dirigé pendant 16 ans l'agence de presse britannique Reuters de 1899 à 1915, qui avait été fondée en 1851 par son père Paul Julius Reuter.
Né en 1852, il a étudié à Oxford et Paris, puis succédé à son père lorsque celui-ci décède en 1899. Il avait épousé en 1876 la fille de Robert Campbell Park
Le 28 avril 1915, il  se suicide avec un pistolet trois jours après la mort de sa femme et le Krach de la Banque Reuters, rebaptisée British Commercial Bank, dont les actifs ont été gelés, et qui a fait chuter le cours de l'action Reuters à la Bourse de Londres.  
Il a deux fils, et un frère, qui reprend provisoirement la direction de l'agence et un neveu. Mais aucun ne désirait travailler durablement à l'agence. De plus, l'un de ses fils, Hubert de Reuter, meurt au front l'année suivante. Son neveu et son frère ne souhaitaient pas non plus travailler à la direction du groupe.
Le conseil d'administration de Reuters décide d'adopter un profil différent, moins lié à la famille, et retient pour la diriger Sir Roderick Jones, un journaliste qui avait fait ses preuves dans le Transvaal, en Afrique du Sud, lors de la guerre des Boers, un événement dont Reuters fut le premier à annoncer la fin.
Ce scoop allait coïncider avec un boom des mines d'or. L'agence avait pris soin de couvrir dans la neutralité, en donnant la parole aux deux parties, ce qui a contribué à sa réputation de fiabilité.
Avec Mark F. Napier, président du conseil d'administration, Sir Roderick Jones rachète pour 550 000 ₤ et en fait une société privée non-cotée.